# Športový Klub Futsal Program
Lo Športový Klub Futsal Program, meglio conosciuto come Program Dubnica, è una società slovacca di calcio a 5 con sede a Trenčín ma fondata a Dubnica nad Váhom.

## Storia
A inizio secolo il Program Dubnica ha dominato il campionato slovacco, vincendo quattro titoli consecutivi e centrando il double coppa-campionato nel 2001-02. Tuttavia, in Coppa UEFA la squadra non ha ottenuto gli stessi risultati, fallendo sempre l'approdo alla fase finale del torneo.

## Palmarès
- Campionati di Slovacchia: 4
1999-2000, 2000-2001, 2001-2002, 2002-2003
- Coppe di Slovacchia: 3
1996-1997, 1997-1998, 2001-2002